# Dearborn
Dearborn er en by i Wayne County i delstaten Michigan i USA. Byen er en forstad til Detroit. Den har et indbyggertal på 109.976 (2020) indbyggere.
Området blev først bosat af europæere i 1786, Dearborn blev etableret i 1836 og fik bystatus i 1927. Dearborn var hjemby for Henry Ford og hans ejendom Fair Lane, og huser i dag hovedkvarteret for Ford Motor Company. 
University of Michigan har et campus her og byen er hjem til Henry Ford Community College. The Henry Ford Museum ligger i Dearborn.